# Guillaume du Tillot
(Bédarida)
Léon Guillaume du Tillot, a volte nella forma Dutillot (Bayonne, 22 maggio 1711 – Parigi, 13 dicembre 1774), è stato un politico francese, ministro del Ducato di Parma e Piacenza.

## Biografia

### Origini e ascesa
Figlio di un valletto, venne educato al College des Quatre Nations a Parigi. Terminati gli studi, si recò in Spagna alla corte di Filippo V. Dopo la partenza del futuro re Carlo III per l'Italia, venne incaricato di occuparsi degli affari di Filippo di Borbone, divenendo segretario particolare, custode della sua cassa privata e organizzatore di feste e spettacoli a Chambéry e altrove. Nel giugno 1749 venne trasferito da Parigi a Parma come osservatore e consigliere di Filippo, raccomandato dallo stesso Luigi XV di cui Filippo era genero.
Per dimostrargli la massima fiducia, il duca lo nominò, nel 26 giugno 1749 Intendente Generale della Casa, affidandogli i servizi della Casa Reale, pagamenti delle spese e degli stipendi, l'intendenza dei palazzi, delle ville, dei giardini e dei teatri, la direzione degli spettacoli e delle feste, l'organizzazione degli alloggi.

### L'apice
Filippo, sempre grato del servizio offertogli da Guillaume, lo rese ministro dell'economia pubblica e degli affari esteri, conferendogli poi l'incarico di primo ministro nel 1759. Con le sue attività rese più fiorente il ducato grazie ad una attenta amministrazione. Il 20 giugno 1764, con la nomina a Marchese di Felino, gli vennero affidate le terre di Felino e San Michele Tiorre.
(da una lettera a Paolo Maria Paciaudi)
Mentre riorganizzava la Biblioteca pubblica di Parma, ne costituì una privata per sé, comprendente tra i tanti i volumi l'Encyclopédie.
Grazie al suo impegno nacquero l'Accademia di Belle Arti di Parma, il Museo d'antichità e la Stamperia reale diretta da Giambattista Bodoni e fu potenziata l'Università di Parma.
Allo scopo di attuare il suo ambizioso piano culturale e propagandistico cercò di attirare a Parma intellettuali e artisti, tra i quali Condillac, a cui fu affidata l'educazione del principe don Ferdinando, Paolo Maria Paciaudi, che sarebbe divenuto curatore della Biblioteca Palatina, il saluzzese Giovanni Battista Bodoni, tipografo destinato a divenire punto di riferimento dell'arte tipografica in tutto il mondo, Jean-Baptiste Boudard, scultore che realizzò numerose delle opere plastiche tuttora sparse nel Giardino Ducale, ed Ennemond Alexandre Petitot, l'architetto lionese a cui fu affidata la ristrutturazione urbanistica di molti punti della città: la chiesa di San Pietro (con il rifacimento della facciata), il palazzo del Governatore nella centrale piazza Grande (odierna piazza Garibaldi), il palazzo di Riserva dove si trovava il Teatro Ducale, il Casino dello Stradone (che prese in seguito il suo nome), e il Palazzo ducale del Giardino, risistemato proprio insieme a Boudard.
Nel 1756 Du Tillot chiamò a corte il gentiluomo francese Guillaume Rouby de Cals: inizialmente impiegato presso l'amministrazione delle finanze, divenne poi suo segretario particolare e direttore della prima fabbrica di tessuti militari e per la casa reale fondata a Borgo San Donnino (odierna Fidenza). 
Tutti questi sforzi valsero per la città di Parma, in quel periodo, la definizione di Atene d'Italia, anche in virtù della grande espansione che vi trovò l'Arcadia (la cosiddetta "terza Arcadia") in cui operò in primo luogo Carlo Innocenzo Frugoni.
Fece redigere il catasto della città e rinnovare il Giardino Ducale secondo il modello di Versailles.

### La decadenza

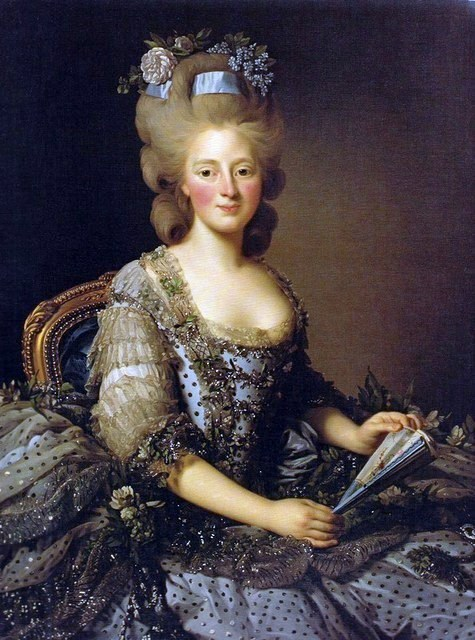
Maria Amalia d'Austria, duchessa di Parma. Fin dal suo arrivo nel ducato emiliano entrò in aperto contrasto con Du Tillot. Alla fine, grazie alla sua influenza sul debole marito, riuscì a farlo destituire e arrestare

La sua gestione laica e dichiaratamente filoilluministica del ducato parmense gli procurò duri conflitti con lo Stato Pontificio, sia per le nomine effettuate, sia circa i conferimenti di mandato, ma soprattutto per via della soppressione dell'Inquisizione e dell'espulsione dei Gesuiti dal ducato.
Con la nuova reggenza di Ferdinando di Borbone e l'arrivo di Maria Amalia d'Asburgo-Lorena, il suo operato cominciò a subire un severo riesame, che lo costrinse prima agli arresti domiciliari a Colorno (dove risiedeva) e poi alla fuga nel 19 novembre del 1771 verso la Spagna, per poi tornare in Francia dove morì nel 1774.
Fu sostituito dallo spagnolo José de Llano nel ruolo di primo ministro del ducato.